# Guy Desrochers
Guy Desrochers (Gatineau, 23 maggio 1956) è un arcivescovo cattolico canadese, dall'8 luglio 2023 arcivescovo metropolita di Moncton.

## Biografia
È nato nel 1956 nel settore Hull di Gatineau.

### Formazione e ministero sacerdotale
Dopo aver frequentato il liceo, è entrato all'Algonquin College di Ottawa dove ha seguito gli studi in belle arti e arte commerciale, che lo hanno preparato a lavorare come grafico per sette anni presso il quotidiano francese di Ottawa, Le Droit.
La sua vocazione lo ha poi portato, nel 1983, alla Congregazione del Santissimo Redentore, presso la quale ha emesso i voti perpetui il 29 agosto 1987.
Il 7 gennaio 1989 è stato ordinato presbitero dal vescovo di Gatineau Roger Ébacher.
Dopo la sua ordinazione ha collaborato ad una missione di evangelizzazione nella regione Gaspé del Quebec. Ha poi servito per diversi anni come rettore dell'ex monastero redentorista di Aylmer-Gatineau, prima di essere destinato al santuario di Sainte-Anne-de-Beaupré. Nel luglio 2011 è diventato rettore della basilica di Sainte-Anne-de-Beaupré. Ha dedicato parte del suo tempo alla predicazione di ritiri in tutto il Nord America e, nel giugno 2015, ha ripreso questo ministero mentre prestava servizio come direttore vocazionale per i redentoristi.

### Ministero episcopale
Il 12 dicembre 2018 papa Francesco lo ha nominato vescovo ausiliare di Alexandria-Cornwall, assegnandogli la sede titolare di Melzi. Il 22 febbraio 2019 ha ricevuto l'ordinazione episcopale, nella cattedrale di San Finnan di Alexandria, da Terrence Thomas Prendergast, arcivescovo metropolita di Ottawa e vescovo di Alexandria-Cornwall, co-consacranti il cardinale Gérald Cyprien Lacroix, arcivescovo metropolita di Québec, e Gerard Pettipas, arcivescovo metropolita di Grouard-McLennan.
Il 6 maggio 2020 papa Francesco lo ha nominato vescovo di Pembroke, succedendo a Michael Mulhall, il quale era stato precedentemente nominato arcivescovo metropolita di Kingston.
L'8 luglio 2023 è stato promosso arcivescovo metropolita di Moncton, succedendo a Valéry Vienneau, dimessosi per raggiunti limiti d'età. Ha preso possesso dell'arcidiocesi il 18 ottobre seguente.

## Stemma e motto
Inquartato: al I di rosso alla conchiglia d'argento; al II d'azzurro, al monogramma mariano d'argento, coronato dello stesso; al III d'azzurro, al libro aperto d'argento, attraversato da una spada dello stesso posta in palo
Nel regno spirituale, la spada ; al IV di rosso alla croce latina d'argento, affiancata dalla canna con la spugna d'argento posta in banda e dalla lancia posta in sbarra, entrambe dello stesso. Sul tutto alla croce con il cuore rotondo d'argento, caricata da una croce con il cuore rotondo di verde, sovraccaricata da una colomba d'argento
Motto: "Praedica Verbum", che tradotto significa: "Proclama la Parola".

## Genealogia episcopale e successione apostolica
La genealogia episcopale è:
- Cardinale Scipione Rebiba
- Cardinale Giulio Antonio Santori
- Cardinale Girolamo Bernerio, O.P.
- Arcivescovo Galeazzo Sanvitale
- Cardinale Ludovico Ludovisi
- Cardinale Luigi Caetani
- Cardinale Ulderico Carpegna
- Cardinale Paluzzo Paluzzi Altieri degli Albertoni
- Papa Benedetto XIII
- Papa Benedetto XIV
- Papa Clemente XIII
- Cardinale Marcantonio Colonna
- Cardinale Giacinto Sigismondo Gerdil, B.
- Cardinale Giulio Maria della Somaglia
- Cardinale Carlo Odescalchi, S.I.
- Cardinale Costantino Patrizi Naro
- Cardinale Serafino Vannutelli
- Cardinale Domenico Serafini, Cong. Subl. O.S.B.
- Cardinale Pietro Fumasoni Biondi
- Cardinale Ildebrando Antoniutti
- Arcivescovo Philip Francis Pocock
- Cardinale Aloysius Matthew Ambrozic
- Arcivescovo Terrence Thomas Prendergast, S.I.
- Arcivescovo Guy Desrochers, C.SS.R.

La successione apostolica è:
- Vescovo Michel Proulx, O. Praem. (2024)